# Evanioidea
Evanioidea trata-se de uma superfamília de vespas parasitoides do ordem de insetos Hymenoptera. Todas são vespas de médio porte (acima de 3 mm, geralmente em torno de 8 mm) com coloração discreta (variando do amarelo opaco ao marrom claro, a maioria sendo pretas) que caçam hospedeiros na natureza para botar seus ovos. Distinguem-se por apresentam delicadas asas transparentes, de vôo relativamente lento, com um formato do corpo diferenciado por terem o metassoma inserido em posição alta no mesossoma, com pernas posteriores mais longas e mais destacadas do que as demais. 
Atualmente, compreende três famílias existentes: Aulacidae, Gasteruptiidae e Evaniidae, e vários táxons fósseis de posição filogenética incerta. Acredita-se que incluam grande número de espécies não-descritas, por serem insetos pouco estudados.
Morfologicamente, todas compartilham as seguintes características: 
- A união de segmentos na região dorsal de parte do tórax (metasoma) ao restante do tórax+abdômen (mesosoma), criando uma cintura marcantemente alta sustentando um gáster pedunculado elevado;
- A perda de todos os espiráculos metasomais funcionais, exceto no último segmento.

## Filogenia
As relações filogenéticas desta superfamília foram historicamente conturbadas, principalmente a definição da família que lhe deu o nome, Evaniidae, e das relações desta com as demais. Assume-se que Aulacidae e Gasteruptiidae (consideradas por alguns autores como integrantes de uma única mesma família) são mais proximamente aparentados entre si do que com Evaniidae. Como resultado desta assimetria, há mesmo alguns autores que considerariam esta última família isolada sob uma superfamília separada. No entanto, o consenso de monofilia (=todas descendendo de um mesmo ancestral comum) da superfamília reside primariamente sobre o registro fóssil demonstrando formas intermediárias no desenvolvimento da posição do metassoma, e secundariamente em análises modernas e dados moleculares. 
Aulacidae é considerada por muitos especialistas como a família mais ancestral do grupo. Gasteruptiidae e Aulacidae são consideradas mais próximas dado que compartilham mais características únicas em comum (sinapomorfias) do que com Evaniidae; vale notar que durante muito tempo inclusive estas espécies das duas famílias eram agrupadas sob Gasteruptiidae "senso" Townes 1950. Também existe como parte dos questionamentos o fato de que diversas espécies em outras linhagens de parentesco distantes (como muitos Chalcidoidea, Cynipoidea e Ichneumonoidea) que desenvolveram seus metasomas dorsalmente articulados, dando a imaginar que talvez a evolução de Evaniidae tenha-se dado de forma independente. Mesmo assim, no entanto, considera-se que o registro fóssil evidencia a monofilia da superfamília, por mostrar uma transição gradual de morfologia, supostamente associada a migrações de hábitos de vida.
Apesar das evidências conflitantes, vários estudos filogenéticos recentes e outros preveem um clado Evaniidae + Gasteruptiidae, usando dados morfológicos, mesmo que com baixo suporte. Por outro lado, evidencia-se alguma similaridade entre os ovipositores em Aulacidae e Gasteruptiidae, que não ocorre em Evaniidae. Ambas as famílias também apresentam um espessamento médio da parede ventral da válvula superior, onde os Gasteruptiidae têm um sulco longitudinal médio-dorsal que encontra-se ausente em Aulacidae. Evaniidae apresentam, por outro lado, um ovipositor comprimido dorso-ventralmente ao invés de divergente, o que pode ser funcionalmente ligado a parasitar ootecas de baratas, como discutido abaixo.

## Biologia
As três diferentes famílias diferem bastante na biologia, contribuindo para questionamentos acerca da monofilia da superfamília, como discutido acima. Os Evaniidae ovipositam em ootecas de baratas, geralmente ocultas (como enterradas, ou dentre a serrapilheira), apresentando preferência por aquelas ootecas mais frescas, por vezes ainda sendo portadas pelas baratas fêmeas. Os Gasteruptiidae são "predadores-inquilinos" que põem seus ovos dentro das células de cria de certas abelhas solitárias e vespas esfeciformes que nidificam nas hastes ocas de plantas ou mesmo dentro de ninhos subterrâneos, com o subsequente desenvolvimento de larvas onde são armazenados o alimento ou nos próprios habitantes do ninho. Já os Aulacidae são endoparasitas de outros insetos, desde vespas da família Xyphydriidae, até besouros das famílias Cerambycidae e Buprestidae. A controvérsia reside na hipótese de que uma transição evolutiva entre parasitar larvas de brocas-da-madeira para passar a parasitar larvas dentro das células dos ninhos escondidos dentre as hastes de plantas seria mais natural, mas que migrar evolutivamente para parasitar ovos de baratas seria um salto evolutivo muito significativo. 